# Megophrys wawuensis
Espèce
Statut de conservation UICN

 DD  : Données insuffisantes
Megophrys wawuensis est une espèce d'amphibiens de la famille des Megophryidae.

## Répartition
Cette espèce est endémique de la province du Sichuan en République populaire de Chine. Elle se rencontre à environ 1 800 m d'altitude dans le xian de Hongya,.

## Systématique
Le nom valide complet (avec auteur) de ce taxon est Megophrys wawuensis Fei, Jiang & Zheng, 2001.
Megophrys wawuensis a pour synonymes :
- Atympanophrys wawuensis (Fei, Jiang & Zheng, 2001)
- Boulenophrys wawuensis (Fei, Jiang & Zheng, 2001)
- Xenophrys wawuensis (Fei, Jiang & Zheng, 2001)

### Étymologie
Son nom d'espèce, composé de wawu et du suffixe latin -ensis, « qui vit dans, qui habite », lui a été donné en référence au lieu de sa découverte, le mont Wawu.

### Publication originale
- (en) Fei & Ye, The colour handbook of the amphibians of Sichuan, Chengdu Institute of Biology, the Chinese Academy of Sciences, 2001, p. 1-263.